# الدوري القبرصي الدرجة الثانية
دوري الدرجة الثانية القبرصية (باليونانية: Πρωτάθλημα Β Κατηγορίας) هو ثاني أعلى كرة القدم تقسيم نظام الدوري لكرة القدم القبرصية. تدار من قبل جمعية قبرص لكرة القدم، والتي تنافس فيها 16 فريقا، مع اثنين من كبار فرق الترويج ل دوري الدرجة الأولى القبرصي والفرق الأربعة الماضية هبط إلى الدرجة الثالثة القبرصية .

## الجماهير
يعتبر عدد الجماهير في الدوري القبرصي الدرجة الثانية قليل جدا لأنه درجة ثانية.